# Reikosiella napoleoni
Reikosiella napoleoni är en stekelart som först beskrevs av Girault 1923.  Reikosiella napoleoni ingår i släktet Reikosiella och familjen hoppglanssteklar. Inga underarter finns listade i Catalogue of Life.